# قلعة كروكستون
قلعة كروكستون (بالإنجليزية: Crookston castle)‏ هي قلعة مدمرة من القرون الوسطى في منطقة بولوك في غلاسكو، إسكتلندا. تقع على بعد نحو 8 كيلو مترات جنوب غرب المدينة، على تل يطل على نهر ليفيرن.
بنى السير ستيوارت من دارنلي القلعةَ عام 1400، ثم أصبحت القلعة ملكًا لإيرل ودوقات لينوكس. وقد رممت على نطاق واسع بعد حصار عام 1544، وهي القلعة الوحيدة الباقية من القرون الوسطى في غلاسكو.

## تاريخ
يحيط قلعة كروكستون خندق دائري دفاعي يعود تاريخه إلى القرن الثاني عشر عندما قام السير روبرت دي كروك، الذي أطلق اسمه أيضًا على قرية كروكستون، ببناء قلعة من الخشب وطابوق اللبن. اكتشف بقايا كنيسة أسسها دي كروك عام 1180. كما عثر على أدلة على وجود تحصينات سابقة في نفس الموقع. اشتُريت أراضي كروكستون من قبل السير آلان ستيوارت في عام 1330، وانتقلت إلى السير جون ستيوارت من دارنلي، في عام 1361. استبدل ستيوارت القلعة الخشبية بالهيكل الحجري الحالي حوالي عام 1400.
اليوم، قلعة كروكستون هي نصب تذكاري مجدول. وصيانتها هي مسؤولية لجنة البيئة التاريخية في اسكتلندا، والقلعة مفتوحة للجمهور. وهي ثاني أقدم مبنى في غلاسكو بعد كاتدرائية غلاسكو.

## معمارية القلعة

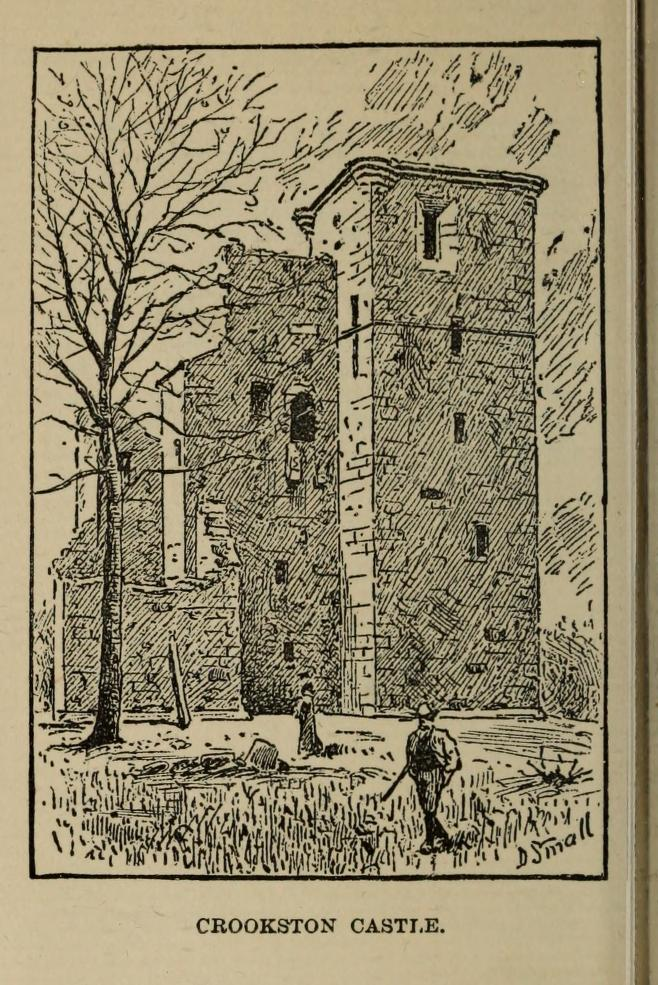
قلعة كروكستون عام 1900

تقع قلعة كروكستون على قمة تل طبيعي، وهذا ما يؤكده وجود الخندق المائي الدائري حول المبنى، والذي لا يزال موجوداً الى الآن. شمال الخندق يقع منحدر حاد يؤدي إلى نهر ليفيرن. وتتكون القلعة من كتلة رئيسية مستطيلة الشكل، عُززت ببرج في كل زاوية.
دُمر البرجان الغربيان في القرن الخامس عشر ولم يُعاد بنائهما أبدًا، وقد أدت الإصلاحات في القرن التاسع عشر إلى حجب بقايا هذين البرجين.
تبلغ مساحة الهيكل الرئيس للقلعة حوالي 19 مترًا طولاً و 12 مترًا من العرض، ويصل سمك الجدران إلى 3.7 مترًا، وتبلغ مساحة البرج الشمالي الشرقي حوالي 6 متر مربع.
يقع المدخل في الجهة الشمالية، متاخمًا للبرج الشمالي الشرقي. ويؤدي إلى سطح المبنى درج جداري مستقيم من جهة اليمين، بينما يوجد في واجهة القلعة قبو مقبب أسطواني بنوافذ تحتوي شقوقاً للإضاءة وبئر. كما وتقع القاعة الرئيسية في الطابق الأول، هي مقببة أيضاً، وبارتفاع 8.3 م. يتيح درج دوار في الزاوية الجنوبية الشرقية الوصول إلى طابق آخر فوق القاعة، وكذلك الغرف العلوية في الأبراج الشرقية. تحتوي الأبراج على غرفة واحدة في كل طابق. وفي الطابق السفلي من البرج الشمالي الشرقي يوجد سجن لا يمكن الوصول إليه إلا من الجهة العلوية، بينما يوجد في الأعلى مدخل إلى الطوابق الأربعة للبرج، من خلال سلالم حديدية حديثة البناء. كما أعيد بناء الجزء العلوي من البرج الشمالي الشرقي، في القرن التاسع عشر.